# جبل البحيص
جَبَل ٱلْبُحَيْص هو معلم جيولوجي، نتوء صخري واسع، بالإضافة إلى موقع أثري يقع بالقرب من المدام في المنطقة الوسطى من إمارة الشارقة، الإمارات العربية المتحدة، حوالي 48 كيلومترًا (30 ميلاً) جنوب شرق مدينة الشارقة. تحتوي المنطقة على مقبرة واسعة تتكون من مواقع دفن تمتد عبر العصور الحجرية والبرونزية والحديدية والهيلينستية للاستيطان البشري في الإمارات العربية المتحدة. تعود المدافن في جبل البحيص إلى الألفية الخامسة قبل الميلاد. يقع الموقع على جانب نتوء من الحجر الجيري يرتفع إلى حوالي 340 مترًا (1120 قدمًا) فوق مستوى سطح البحر ويمتد بشكل متواصل تقريبًا من مدينة المدام شمالًا إلى مدينة مليحة، وهي نفسها موقع أثري مهم.
جبل البحيص هو أقدم موقع دفن داخلي مؤرخ إشعاعيًا في الإمارات العربية المتحدة. حيث يؤرخ استناداً إلى تحليل الكربون الإشعاعي إلى (4780 - 4610) ق.م، وبذلك يكون من أقدم المواقع الأثرية الداخلية في الإمارات العربية المتحدة. المنطقة محمية، بعد أن تم تعريفها على أنها محمية طبيعية.

## مدينة الموتى
تم استخدام جبل البحيص كمكان للدفن البشري لأكثر من سبعة آلاف عام،مما يؤكد أهميتها في عقيدة ما بعد الموت لسكان المنطقة.
حيث تم التعرف على عدد من القبور التي يدل بذخها على دورها الاجتماعي المهم، حيث أن اعتقاد السكان بالحياة بعد الموت جعل المدافن وسيلة لتكريم الميت وحمايته في الحياة بعد الموت وتجلى ذلك في القبر رقم 66 بتصميم يشبه شجرة النخيل بأربعة غرف للدفن كما احتوت بعض القبور على قرابين وعظام حيوانات مختلطة وهدايا.
وفي العصر البرونزي خلال فترة وادي سوق لوحظ وجود كمية كبيرة من السلع الجنائزية،مثل أوعية الفخار، والصحون والجرار والأكواب والأقداح، وأواني الحجارة الناعمة، والمصنوعات المعدنية، والأسلحة، وحليّ الزينة ، وغيرها من مستلزمات الحياة اعتقاداً منهم أنها تخدم الموتى في الحياة االآخرة. 
كما تم العثور على أقدم عقد من اللؤلؤ يُكتشف في الإمارات في جبل البحيص، ويزيد عمره عن 7000 عام ويعرض ضمن قاعة العصر الحجري (5000 - 3000ق.م)،في متحف الشارقة 

## التواصل مع العالم الخارجي
أكد كل من اكتشاف فخاريات فترة (جمدة نصر) وفجر السلالات الأول والثاني والنصوص المسمارية العراقية القديمة على وجود تجارة بين وادي الرافدين ومنطقة ماجان التي تمثلها دولة الإمارات العربية المتحدة اليوم وشبه جزيرة عمان.

## حديقة بحيص الجيولوجية

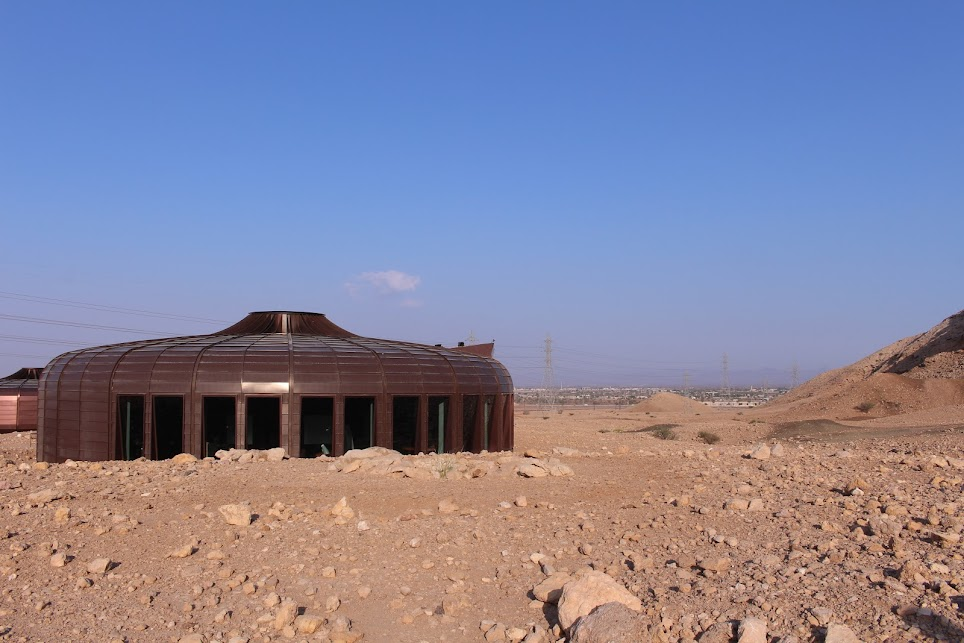
حديقة بحيص الجيولوجية

حديقة جبل بحيص الشارقة هي وجهة سياحية أثرية تم افتتاحها عام 2020 من قِبَل الشيخ الدكتور سلطان بن محمد القاسمي، حاكم إمارة الشارقة “ وقد فازت الحديقة بجائزة العمارة لعام 2020، تقديراً لتصميمها الهندسي، وقيمتها الجيولوجية والجمالية والبيئية والسياحية وتعرض مجموعة من الدلائل التاريخية حول كيفية تكوّن أبرز المعالم الجيولوجية وتشكّل الطبيعة المحلية قبل فترة زمنية تقدر ب 93 مليون سنة وتتضمن بقايا الكائنات البحرية المتحجرة والأحافير القديمة، إلى جانب سلسلة جبال الحجر في الإمارات والكثبان الرملية والسهول الحصوية وقد استوحت الحديقة تصميمها من قنافذ البحر القديمة المتحجرة التي عُثر عليها في الموقع وتتضمن موقعين أثريين يؤرخان استيطان البشر للمنطقة قبل حوالي 125 ألف سنة. ويمكن مشاهدة فيلمٍ وثائقي يُعرف باسم “كنز الشارقة التراثي”، والذي يعرض كيفية تشكيل جبال الشارقة وسهولها وبحارها. وقدرت كلفة الحديقة ب 32 مليون درهم.

## انظر أيضاً

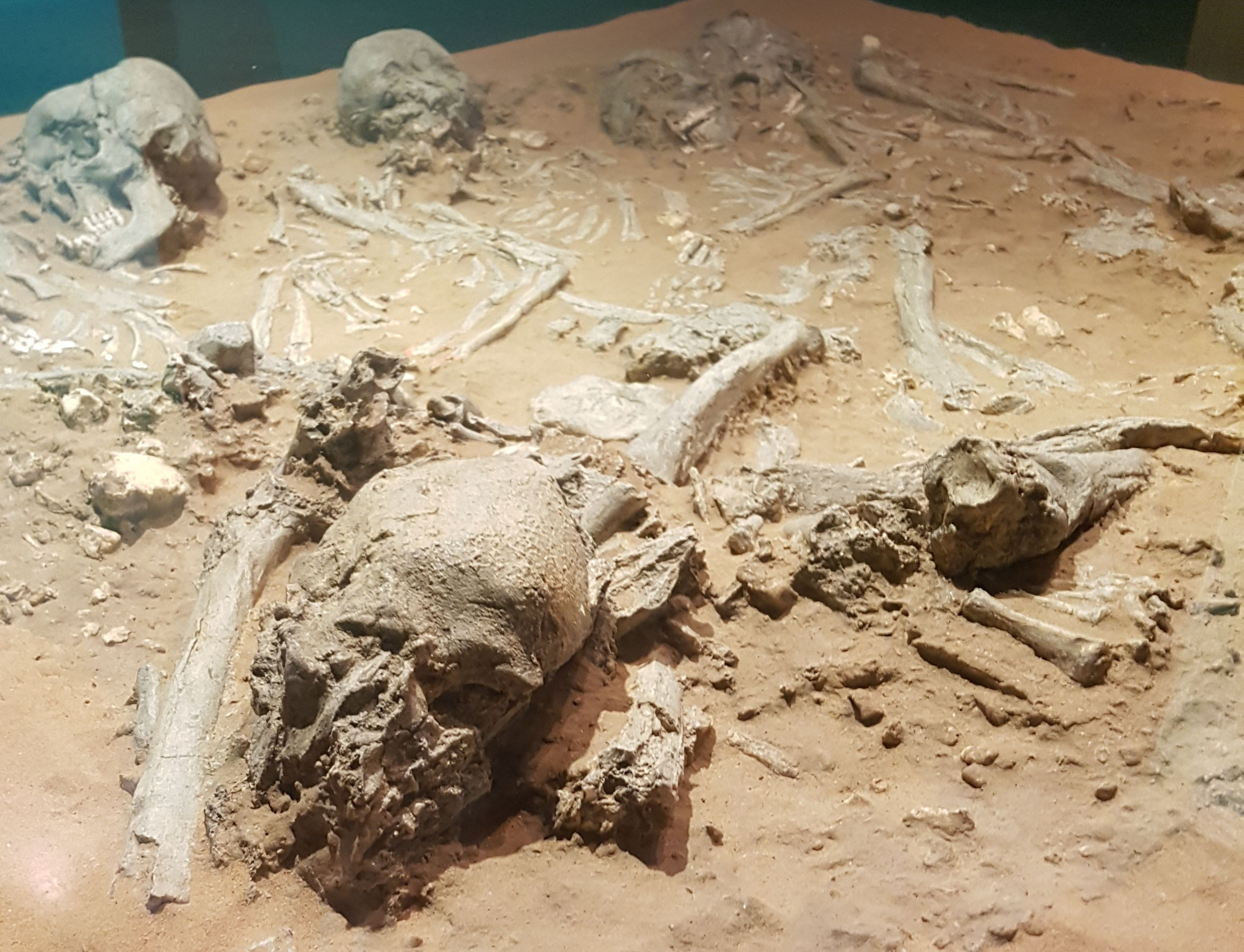
مدفن من العصر الحجري يضم 5 أشخاص في جبل البحيص